# Fidei defensor
Fidei defensor (с лат. — «защитник веры») — титул английских королей, полученный 11 октября 1521 года Генрихом VIII от папы Льва Х за издание в 1521 году богословского трактата «В защиту семи таинств» (лат. Assertio  septem  sacramentorum).
В книге защищались папство, индульгенции, отпущение грехов и семь таинств. Трактат был прямо направлен на противодействие лютеранству, лежащему в основе протестантской Реформации. Титульным автором являлся сам Генрих VIII, однако вопрос о том, был ли он истинным автором, считается спорным. Редактором и возможным соавтором книги являлся Томас Мор.

## Использование в Англии
Хотя титул был отозван папой Павлом III после того, как Генрих VIII порвал отношения с Ватиканом, провозгласил себя главой англиканской церкви и был отлучён от церкви католической, в 1544 году английский парламент возложил титул «Защитник веры» на короля Эдуарда VI и его наследников, которые с этого момента стали защитниками англиканской веры от католицизма.
Во время Протектората (1653–1659 гг.) Оливер Кромвель и Ричард Кромвель, четко обозначавшие свой протестантизм, хотя и утверждали божественную санкцию на власть, не принимали титул «Защитника веры». Титул был восстановлен после восстановления монархии и остается в использовании по сей день.